# James Phipps

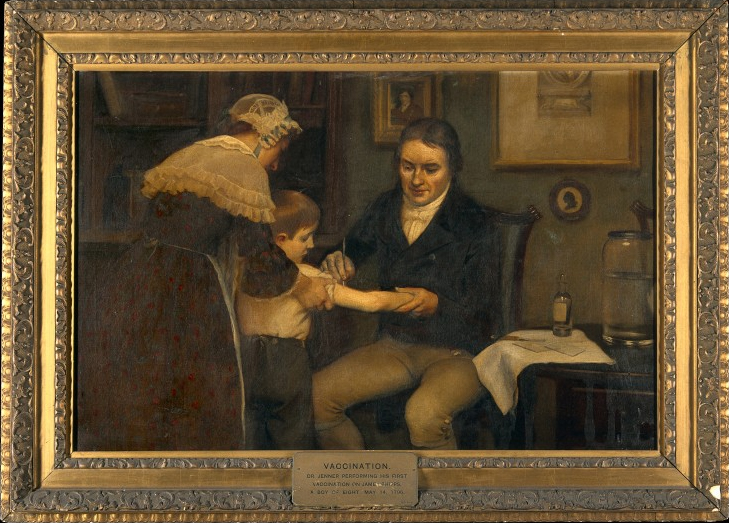
Bác sĩ Jenner thực hiện thao tác tiêm phòng đầu tiên cho James Phipps (cậu bé 8 tuổi) vào ngày 14 tháng 5 năm 1796. Tranh của Ernest Board (đầu thế kỷ 20).

James Phipps (1788 – 1853) là người đầu tiên được bác sĩ Edward Jenner tiêm vắc-xin đậu bò thử nghiệm. Bác sĩ Jenner được người dân địa phương mách bảo rằng những công nhân chăn nuôi bò sữa mắc bệnh đậu bò sẽ có miễn dịch với bệnh đậu mùa. Bác sĩ thử nghiệm lý thuyết của mình trên người James Phipps.

## Thời niên thiếu
Phipps ra đời tại Berkeley, Gloucestershire, là con của một người làm vườn trong nhà bác sĩ Jenner. Cậu được báp têm tại nhà thờ Thánh Mary ở Berkley khi lên 4.
Ngày 14 tháng 5 năm 1796, bác sĩ Jenner muốn tìm "một cậu bé khỏe mạnh, khoảng tám tuổi để cấy Đậu Bò" và ông chọn Phipps. Jenner đã lấy một ít dịch chảy từ mụn nước do bệnh đậu bò trên tay cô gái vắt sữa tên là Sarah Nelmes (trong một bản thảo chưa được xuất bản, Jenner gọi cô là Lucy Nelmes), và cấy vào Phipps bằng cách rạch hai vết cắt nhỏ trên da cánh tay của cậu bé.

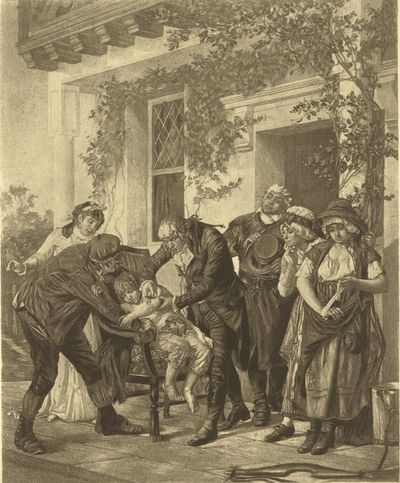
Edward Jenner cấy đậu mùa bò vào James Phipps. Bản in thạch bản của Gaston Mélingue (circa 1894).

Jenner ghi chép: "Vào ngày thứ bảy, cậu bé phàn nàn về cảm giác khó chịu ở vùng nách. Ngày thứ chín, cậu bé cảm thấy hơi ớn lạnh, chán ăn và hơi nhức đầu. Cả ngày hôm đó, cậu không ngủ được vì lo lắng, không thể nghỉ ngơi, nhưng ngày hôm sau cậu bé hoàn toàn khỏe mạnh." Khoảng sáu tuần sau, Jenner cấy bệnh đậu mùa người vào người cậu bé nhưng không thấy có phản ứng gì, và kết luận rằng cậu bé đã được bảo vệ hoàn toàn khỏi bệnh đậu mùa. Sau đó Phipps được cấy bệnh đậu mùa hơn 20 lần mà không bị nhiễm bệnh.
Việc lấy Phipps là người đầu tiên được chủng ngừa bệnh đậu mùa bằng cách cấy bệnh đậu bò là chưa chuẩn xác vì trước đó có nhiều người cũng được cấy bệnh đậu mùa. Năm 1791, Peter Plett từ Kiel ở Công quốc Holstein (nay là Đức) đã tiêm chủng cho ba đứa trẻ, và Benjamin Jesty của Yetminster ở Dorset đã thực hiện quy trình này trên ba người nhà vào năm 1774. Tuy vậy, Jenner đã mô tả việc tiêm chủng cho Phipps và hình minh họa tay Sarah Nelmes nơi lấy dịch đậu bò vào cuốn sách Inquiry xuất bản năm 1798. Cùng với một loạt chủng ngừa cho thấy vắc-xin có thể chuyển từ người này sang người khác, và thông tin về việc lựa chọn nguyên liệu thích hợp, Inquiry của Jenner là tác phẩm đầu tiên viết về chủng ngừa.

## Cuộc sống sau này

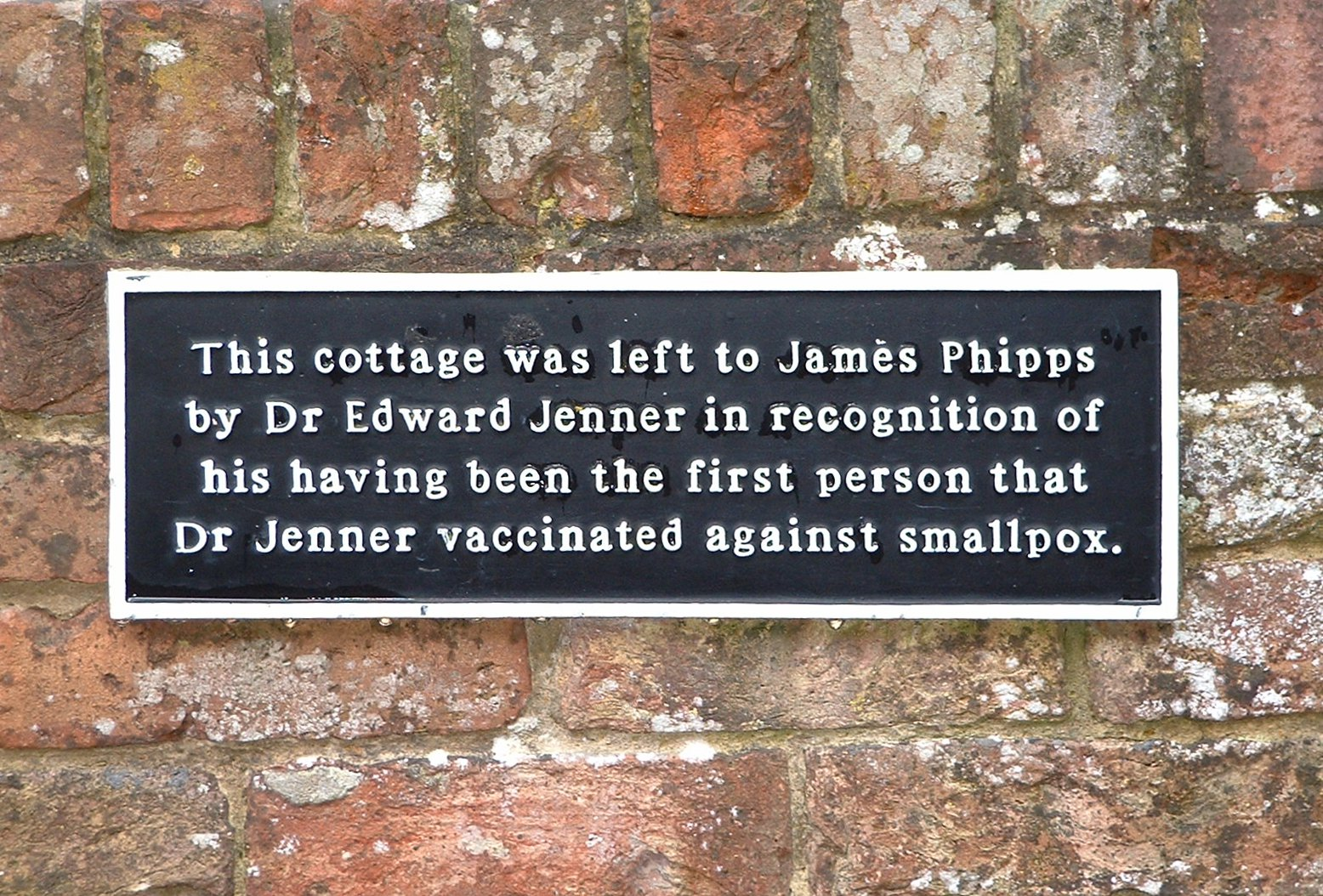
Dòng chữ vinh danh James Phipps trên ngôi nhà tại Berkeley

Khi Phipps lớn lên, cưới vợ và sinh hai người con, bác sĩ Jenner đã chu cấp cho gia đình Phipps một ngôi nhà ở Berkeley (Ngôi nhà này trở thành Bảo tàng Edward Jenner từ năm 1968 đến năm 1982). Sau khi Jenner từ trần, Phipps tham dự đám tang ông vào ngày 3 tháng 2 năm 1823.
Năm 1853, Phipps qua đời. Thi hài ông được chôn cất trong nhà thờ Thánh Mary ở Berkeley. Bác sĩ Jenner cũng được chôn tại nhà thờ này.